# Československá pedofilní komunita
Československá pedofilní komunita (zkráceně ČEPEK, někdy též nesprávně Česká pedofilní komunita) je internetová, svépomocná a nekriminální komunita sdružující české a slovenské pedofilně orientované osoby. Tato komunita sdružuje pedofily za účelem jejich osvěty a sebepoznání, aby dopomohla prevenci sexuálního zneužívání dětí. Byla založena roku 2010 a funguje do současnosti.

## Hlavní cíle ČEPEKu
Jak je psáno na jejich oficiálních stránkách www.pedofilie-info.cz, ČEPEK má za úkol dva hlavní cíle. Prvním je poskytnutí informací a pomoci lidem, kteří si uvědomili, že je přitahují děti, jejich edukace ohledně pedofilie samotné, snaha o sebepřijetí a v neposlední řadě také motivování k tomu, aby se vůči dětem nedopustili sexuálních deliktů. Sexuální kontakty dospělých s dětmi jako komunita nepodporují, naopak své členy upozorňují, že i konsenzuální sexuální styk s dítětem (tedy sexuální aktivita, kterou chce či dokonce iniciuje dítě) může dítěti ublížit, a to ať již za doby dětství z důvodu primární traumatizace, vzniklé aktivitou, na kterou nebylo připraveno, anebo v době dospívání, kdy si již jako starší uvědomí, že aktivity, které mezi ním a dospělou osobou probíhaly, nebyly nejen standardní, ale dokonce ani legální a vhodné, a to může vést k sekundární traumatizaci.
Druhým cílem komunity je informování a osvěta ohledně pojmů pedofil a pedofilie, které jsou ať už veřejností či dokonce odborníky či politiky zaměňovány za sexuální zneužívání dětí; to v prvé řadě démonizuje prvotní význam slova, kdy „pedofilie“ v krátkosti označuje sexuální preferenci nedospělých objektů a „pedofil“ potom nositele této nestandardní orientace, a zároveň to způsobuje, že se (nejen) mladí pedofilové tápající ve své sexuální orientaci obávají a následně nejsou schopní si tuto orientaci přiznat, což způsobuje různorodé psychické problémy od depresí či dokonce pokusy o sebevraždu – přitom psychicky nevyrovnaný pedofil je k deliktům náchylnější než pedofil psychicky vyrovnaný. Špatná informovanost společnosti o tomto tématu proto má potencialitu způsobit, že pedofilové častěji zneužijí děti (přesto v současnosti český přední sexuolog Petr Weiss odhaduje, že 90 % sexuálního zneužívání dětí se nedopouštějí pedofilové, nýbrž nepedofilně orientovaní lidé, které ale sužují jiné psychické problémy či závislosti, tudíž dítě pojmou jakožto náhradní sexuální objekt).
Na jejich webových stránkách se dále píše, že jejich cílem „není legalizace sexuálních aktivit s dětmi, snižování věkové hranice k legálním sexuálním aktivitám, zavádění registrovaného partnerství s dětmi nebo omlouvání pachatelů trestných činů páchaných na dětech či dokonce jejich krytí“. Zároveň dle svých slov i pravidel nechtějí, aby prostřednictvím webu jejich členové „hledali či nabízeli dětskou pornografii nebo návody k jejímu získání“.

## Struktura webu
Web ČEPEKu se skládá z webové prezentace (hlavní stránky), diskusního fóra a chatu. Na hlavní stránce se vyskytují základní informace, a to o pedofilii, pedofilech a coming outu, dále životní příběhy pedofilů a obětí sexuálního zneužívání, které mohou mít na zdejší členy edukativní charakter, různorodé aktuality a informování ohledně dlouhodobých projektů, např. projekt Parafilik či téměř každoroční neoficiální účast na festivalu Prague Pride.
Podstatnou částí tohoto webu je i poradna, což je v současnosti (a dlouhodobě) jediná anonymní bezplatná poradna, v níž odpovídají odborníci Antonín Brzek a Kateřina Klapilová, která se zaobírá problematikou pedofilie. Za dobu její existence byly zaslány desítky dotazů, z nichž ty, u nichž jejich autor nebyl proti, byly i zveřejněny v plném znění včetně odpovědi odborníka na stránkách webu – k jejich odpovědi potom mohla být připojena i rada či vyjádření některého z dlouhodobě registrovaných a důvěryhodných členů komunity.
Nejaktivnější částí webu je diskusní fórum skládající se z několika sekcí, a to konkrétně Diskuze s veřejností a Diskuze pro registrované. Neregistrovaní návštěvníci z řad veřejnosti mohou obě části bez omezení pročítat, avšak reagovat a sami psát mohou pouze v sekci pro veřejnost, a to po schválení příspěvku některým uživatelem z administrátorského a moderátorského týmu. K registraci jsou však zvány nejen pedofilně orientované osoby, ale i jiní lidé, kteří se (ať už z jakéhokoliv důvodu) rozhodli dění v komunitě krátkodobě či dlouhodobě účastnit.
V jednotlivých sekcích se nacházejí rubriky, a to např. NejenHomo.cz (diskuze o účasti na Prague Pride), Danielův svět (diskuze o filmu), Parafilik (diskuze o stejnojmenném projektu), další sekce zabývající se komunitními projekty, Návštěvní kniha, Reakce na média (sloužící pro citaci článků z médií a diskuzi o nich) aj.
Součástí webu je i neveřejná VIP sekce určená pro uživatele VIP skupiny ČEPEK a neveřejná moderátorská sekce, avšak komunita deklaruje, že i v těchto veřejnosti běžně neviditelných sekcích plně vyžaduje dodržování zákonů a pravidel fóra. V souvislosti s VIP skupinou komunita ČEPEK umožňuje, aby ať už neregistrovaní či registrovaní lidé posílali dobrovolné finanční příspěvky, kterými přispějí na provoz webu — registrovaní uživatelé pak v závislosti na částce mohou získat ono VIP členství, které se vyjma tohoto způsobu dá získat jen aktivní pomoci webu.

## Spolek ČEPEK
Až do dubna 2020 nebyla Československá pedofilní komunita žádným oficiálně registrovaným právním uskupením. Ke dni 1. května 2020 byl však založen Spolek ČEPEK, IČ: 09079416 (tedy nezisková organizace Československé pedofilní komunity). Tímto se komunita vyjma informativního webu a diskuzního fóra stala i právním uskupením. Na svém webu uvádí, že důvodem založení spolku je možnost jeho uvedení jako oficiální neziskové organizace, komunikace prostřednictvím datové schránky s úřady či jinými institucemi a možnost mít vlastní účet u banky.
Účel tohoto spolku je ve Stanovách uveden konkrétně takto:
- Účelem a hlavní činností Spolku ČEPEK je:
  1. pomáhat lidem, kteří cítí erotickou přitažlivost k dětem nebo mladistvým, aby přijali svou menšinovou sexualitu a naučili se s ní žít v souladu se společenskými normami a zákony;
  2. informování široké veřejnosti o tom, kdo je to pedofil a co je pedofilie, a šíření správného významu těchto pojmů, neboť jsou ve společnosti často zaměňovány se sexuálním zneužíváním dětí, popřípadě s jinou trestnou činností;
  3. podpora činností či projektů zaměřených na prevenci sexuálně motivovaných trestných činů páchaných na dětech;
  4. provozování webových stránek www.pedofilie-info.cz, případně dalších webových stránek, které naplňují účel spolku.
- Spolek ČEPEK nemá a nikdy nebude mít za cíl:
  1. podporu či legalizaci sexuálních aktivit s dětmi;
  2. snižování věkové hranice k legálním sexuálním aktivitám;
  3. legalizaci výroby, šíření a přechovávání dětské pornografie s reálnými aktéry;
  4. podporu zavádění registrovaného partnerství či manželství s dětmi;
  5. omlouvání pachatelů trestných činů páchaných na dětech či jejich krytí.

## Projekty ČEPEKu
Za dobu své existence se ČEPEK účastnil několika projektů.

### Účast na festivalu Prague Pride
Československá pedofilní komunita se poprvé festivalu Prague Pride (resp. závěrečného duhového průvodu) účastnila roku 2013, kdy se skupina dobrovolníků z komunity rozhodla nést transparent s nápisem „nejen homosexuálové procházejí comming outem“, který dále odkazoval na dosud fungující webovou prezentaci NejenHomo.cz, vytvořenou právě za účelem účasti na festivalu; zároveň rozdávali osvětové letáčky. Jako důvod své účasti na webu NejenHomo.cz uvedli, že „chtěli (…) poukázat na problematiku, o které si myslí, že je natolik závažná, že vyžaduje více pozornosti, než jaké se jí dostávalo doposud“. Tato účast byla i zachycena ve filmu Danielův svět. V reakci na první účast pedofilů na tomto festivalu vzniklo množství mediálních článků, přičemž mnohé se vyjadřovaly velmi negativně či přímo šířily dezinformace — například se našly články i na bulvárním plátku HlavnéSprávy.sk, kde bylo zároveň zmíněno, že se pedofilové „pokúsia ísť cestou LGBTI osôb a dosiahnuť, aby mali na sexuálny styk s deťmi právo“, „snažia sa o zníženie trestnosti pri pohlavnom styku na 11 rokov. Argumentujú tým, že deti sú sexuálne bytosti a majú právo na sex“ a u obrázku popis „pedofili sa pokúsia legalizovať pohlavný styk s maloletými deťmi“, což byla lichá a hlavně nepodložená tvrzení, která byla následně vyvracena v článku na hlavní webové prezentaci ČEPEKu: „Rozhodně odmítáme veškeré spekulace, že naším skutečným cílem je legalizace pohlavního styku s dětmi staršími 11 let apod.“
K mediální kauze, která vznikala kolem účasti pedofilů na festivalu se vyjádřila i tisková mluvčí Prague Pride Bohdana Rambousková: „V průvodu nedocházelo k žádné propagaci pedofilie, zneužívání dětí, ani čemukoliv, co by bylo v rozporu se zákonem či dobrými mravy. (…) Co se týče skupiny ČEPEK, tak Prague Pride s ní nijak nespolupracuje. (…) Oslovilo je téma tzv. Coming outu. My nevidíme žádný důvod, proč by jejich účast měla být nevhodná.“
Následně se členové komunity ČEPEK zúčastnili pochodu i v letech 2014, 2015, 2016, 2017 a 2019, přičemž ne všechny účasti byly bezproblémové.
V roce 2014 měli členové komunity při příležitosti duhového pochodu konflikt s policií, kdy byli dva lidé z komunitní skupiny a sociolog Martin Fafejta, který v té době mezi členy ČEPEKu prováděl výzkum, předvedeni k podání vysvětlení na policejní stanici. Dle policie se jednalo o „navádění ke zneužívání dětí a propagaci pedofilie“, avšak nakonec byli všichni tři lidé propuštěni.
V roce 2017 měli účastníci z řad ČEPEKu konflikt se samotnými organizátory festivalu Prague Pride. V průběhu pochodu k jednomu z dobrovolníků, který rozdával letáčky, přišel jeden z organizátorů, letáčky mu vytrhl a roztrhl. Následně pronásledoval dvě slečny, které rozdávaly informativní letáčky, a externího spolupracovníka, aby jim v rozdávání letáčků zabránil. Po zveřejnění pobouřené reakce na toto chování na hlavní prezentaci webu komunity se v některých médiích zobrazily informace, které poukazovaly na to, že dle informace na ČEPEKu vedení Prague Pride „pedofilnú sexuálnu menšinu doslova utláčalo na slobode prejavu a práve slobodne šíriť informácie“. Administrátor webu napsal v reakci na chování onoho organizátora emailovou zprávu na Prague Pride, z.s., na což mu odpověděla tisková mluvčí Bohdana Rambousková, že „rozdávání letáků je na území památkové rezervace v MČ Praha 1 zakázáno. Vaši lidé tudíž dělali něco, co je zakázané“. Administrátor dále reagoval tím, že dané letáčky mají osvětový, informativní charakter, tudíž se nejedná o reklamní letáky, jejichž rozdávání je zakázáno, což i potvrdil Magistrát hlavního města Prahy slovy, že „leták šířený během průvodu Prague Pride 2017 nenaplňuje znaky reklamy ve smyslu zákona č. 40/1995 Sb., o regulaci reklamy. Není tedy zakázána jeho distribuce, neboť informace v něm uvedené mají nekomerční edukativní charakter“.
Před pochodem Prague Pride 2019, kterého se komunita ČEPEK rozhodla účastnit, obdržela redakce komunity výhružný email, v němž stálo, že jestli ten daný rok zamíří na Prague Pride, najde je v průvodu a zavraždí je agresivním způsobem. Z důvodu těchto výhrůžek se komunita obrátila na Policii ČR, která jim zajistila, aby kolem skupiny rozdávající osvětové letáčky o pedofilii byla větší koncentrace policejních složek pro případ, že by došlo k nějakému konfliktu. Komunita zároveň podala i trestní oznámení na pisatele emailu.
Dne 6. srpna 2020 vydal Spolek Prague Pride prohlášení s názvem „Prohlášení Spolku Prague Pride k aktivitám Spolku ČEPEK“ Archivováno 27. 9. 2020 na Wayback Machine.. V tomto prohlášení Prague Pride mimo jiné uvedl následující: „Prague Pride se jasně distancuje od pedofilů a aktivit Spolku ČEPEK, dříve komunity ČEPEK (…) Spolek Prague Pride z.s. (…) důrazně odsuzuje jakoukoliv formu zneužívání dětí.“ V prohlášení dále stojí: „Prague Pride vnímá vystupování ČEPEK tak, že se tento spolek rozhodl dlouhodobě zviditelňovat na aktivitách Prague Pride, aniž by bylo mezi Prague Pride a ČEPEK jakékoliv propojení či spolupráce.“ Vůči těmto prohlášením se komunita ohradila ve vlastním prohlášení s názvem „Oficiální prohlášení komunity ČEPEK ohledně vyjádření Spolku Prague Pride“ dne 10. srpna 2020, kde zdůraznila, že „komunita ČEPEK nepodporuje a nikdy nepodporovala zneužívání dětí“. Spolek Prague Pride později upravil datum vydání svého článku na 1. května 2019. Změnu lze odvodit nejen z reakce komunity, která přišla až v srpnu 2020, ale hlavně z toho, že v odkazu článku je číslo 1491 (https://www.praguepride.cz/cs/cteni-a-foto/clanky/1491 Archivováno 2. 4. 2021 na Wayback Machine.), přičemž tomuto předchází článek s číslem 1489 (https://www.praguepride.cz/cs/cteni-a-foto/clanky/1489), který je ze dne 6. 8. 2020, a následuje článek s číslem 1492 (https://www.praguepride.cz/cs/cteni-a-foto/clanky/1492) rovněž ze dne 6. 8. 2020.

### Projekt Parafilik
Projekt Parafilik je projekt Národního ústavu pro duševní zdraví (NÚDZ) z roku 2019, který se snaží, jak uvádějí ve své tiskové zprávě, pomoct s „primární prevencí i se zvládáním odlišné sexuální preference“, a který má za cíle „nabídnout anonymní poradenství a terapii pro sebeidentifikující parafiliky, a snížit tak pravděpodobnost sexuální delikvence a zvýšit well-being a psychické zdraví u těchto osob“, přičemž mezi parafiliky řadí i právě pedofily a s ČEPEKem aktivně spolupracují. V současnosti projekt nabízí služby krizové intervence i dlouhodobé terapie: www.parafilik.cz. Spravuje také anonymní online poradnu se zaměřením na sexuální preference.

### Další aktivity komunity
- Finanční podpora dokumentu V síti: Dne 2. 5. 2019 se jeden z uživatelů přítomných na diskusním fóru zmínil, že se v České republice rozjela crowdfundingová kampaň za dokončení filmu o zneužívání dětí na českém internetu.[38] Administrátor fóra zaslal prostřednictvím formuláře tvůrcům projektu dotaz, zda by mohla přispět i samotná Československá pedofilní komunita jako celek[39], avšak neobdržel odpověď.[40] Nakonec možnost finanční podpory domluvil jejich externí spolupracovník, jehož prostřednictvím jako komunita přispěli dokumentu V síti částkou 15 000 Kč, čímž se mimo jiné stali partnery filmu a měli by tudíž být uvedeni v závěrečných titulcích dokumentu.[41] Počátkem roku 2020 byl ale tento dar komunitě vrácen[42] s odůvodněním, že se jeden z koproducentů domnívá, že by propojení mohlo vyvolat negativní reakce kvůli nepochopení diváků.

## Kauzy spojené s ČEPEKem

### Kauza Český rozhlas
Dne 21. 7. 2014 obdržel externí spolupracovník komunity email, v němž ho Markéta Chaloupská, redaktorka Českého rozhlasu, informovala o tom, že zpracovává téma o pedofilie a její vnímání u veřejnosti a žádala jej o účasti na rozhovoru. Dne 24. 7. 2014 v 16 hod. v budově Českého rozhlasu v Ostravě došlo k rozhovoru, jehož se účastnil externí spolupracovník komunity, který se na odborné úrovni zabývá problematikou pedofilie a prevence pohlavního zneužívání dětí, a dále také člen komunity s přezdívkou TeenBL. Až po příchodu na samotný rozhovor oba zjistili, že tomuto bude přítomen i redaktor Janek Kroupa. O situaci podrobně informuje dokument s názvem „Stížnost – vyjádření nespokojenosti s jednáním redaktorů Českého rozhlasu p. Janka Kroupy a p. Markéty Chaloupské a žádost o vyjádření Českého rozhlasu k jednání těchto redaktorů“.
V dokumentu je zmiňováno v mnoha bodech, že oba redaktoři, nejvíce však Janek Kroupa, byli velice neprofesionální co se týče vedení rozhovoru a informovanosti o daném tématu a že „se ze strany pana redaktora Kroupy jednalo o velmi útočný rozhovor“ a že když „mu se zástupcem komunity ČEPEK vysvětlovali, jak je to s profily, že seznamka má pravidla, že nakonec i pedofilové mají svoje práva, pan redaktor Kroupa na tyto argumenty vůbec nereagoval, jako kdyby pedofilové snad ani nebyli lidé, jako kdyby snad neměli žádná práva, ani právo na svůj web a svobodu vyjadřovat své názory a myšlenky“ . Jedna z nejvýznamnějších mystifikací zazněla, když bylo oběma osobám podstupujícím rozhovor podsouváno, že seznamka na webu ČEPEK slouží k seznamování s dětmi. Toto své tvrzení redaktoři dokládali odkazováním na inzerát uživatele Angelo, kde se píše, že Angelo hledá „holku, která by chtěla se mnou sdílet tyto neobyčejné okamžiky, a která miluje krásu přírody a chtěla by ji se mnou objevovat a prožívat“, přičemž nespecifikuje věk dotyčné. Zároveň vedle inzerátu v seznamce (stejně jako u jakéhokoliv jiného příspěvku na fóru) je uveden preferenční věk daného uživatele, který Janek Kroupa spojoval s textem inzerátu. Přitom již od 11. února 2013 existoval v seznamce příspěvek informující o pravidlech sekce, ve které „není (…) dovoleno podávat inzeráty explicitně sloužící k vyhledávání vztahů s dětmi (věk pod 15 let)“, což je dohledatelné i v internetovém online archivu. Později došlo k upravení pravidel seznamky tak, že v každém inzerátu musí být explicitně uveden věk hledané osoby 15 let či vyšší.
Dne 30. července 2014 vyšel na stránkách rozhlasu článek s názvem „Byli obviněni z šíření pornografie a zneužívání, přesto dál pracovali s dětmi“, jehož součástí byla i pasáž s nadpisem „Pedofilní seznamka na pedofilním webu“, která obsahovala zavádějící tvrzení, jak později vyplynulo z vyjádření RRTV.
Dne 1. září 2014 byla Radě pro rozhlasové a televizní vysílání zaslána stížnost, která dne 18. září 2014 „rozhodla o vypracování analýzy vysílání stanice ČRo 1 – Radiožurnál dne 30. července 2014“. V tiskové zprávě z jednání ve dnech 30. září a 1. října 2014 RRTV uvedla, že „rada v rámci své kompetence (…) zahajuje (...) s provozovatelem Český rozhlas (…) správní řízení z moci úřední pro možné porušení § 31 odst. 2 zákona č. 231/2001 Sb., kterého se mohl provozovatel dopustit tím, že dne 30. července 2014 odvysílal na programu Český rozhlas 1 - Radiožurnál v čase od 8:52 hodin pořad Ranní interview s Jankem Kroupou věnovaný problematice pedofilie a v časech 9:10, 11:09, 11:15, 11:23, 12:08, 13:11 a 15:11 hodin seriál publicistický reportáží též věnovaných problematice pedofilie, neboť osobní domněnky reportéra Janka Kroupy a reportérky Markéty Chaloupské byly vydávány za ověřená fakta, osobní hodnotící komentáře obou reportérů nebyly odděleny od informací zpravodajského charakteru, poskytované informace byly deformovány opomenutím důležitých skutečností, reportáž jako celek byla z hlediska zdrojů informací netransparentní a některé prezentované informace nebyly dostatečně vyvážené pro svobodné vytváření názorů“.
Ve vyjádření RRTV ze dne 29. října 2014 se píše, že externí spolupracovník „správně (…) upozornil na problém nepřípustné generalizace při tvrzení o názoru odborníků. Dáváme Vám za pravdu i v tom, že úvodní dehonestující popis respondenta (…) je prohřeškem proti profesionálním žurnalistickým zásadám“. Externí spolupracovník na toto vyjádření opětovně reagoval dokumentem s názvem „Vyjádření k odpovědi Rady Českého rozhlasu a šéfredaktora Radiožurnálu ze dne 30. 10. 2014 (č.j. 014CRO91410)“.
Ve vyjádření RRTV v tiskové zprávě z jednání dne 14.4.2015 se uvádí, že „rada v rámci své kompetence (…) upozorňuje provozovatele Český rozhlas (…) na porušení § 31 odst. 2 zákona č. 231/2001 Sb., kterého se provozovatel dopustil tím, že dne 30. července 2014 odvysílal na programu Český rozhlas 1 - Radiožurnál v čase od 8:52 hodin pořad Ranní interview s Jankem Kroupou věnovaný problematice pedofilie, v časech 9:10, 11:09, 11:15, 11:23, 12:08, 13:11 a 15:11 hodin seriál publicistických reportáží věnovaných problematice pedofilie a v čase od 17:05 hodin pořad Dvacet minut Radiožurnálu též věnovaný problematice pedofilie, neboť osobní domněnky reportéra Janka Kroupy a reportérky Markéty Chaloupské byly vydávány za ověřená fakta, osobní hodnotící komentáře obou reportérů nebyly odděleny od informací zpravodajského charakteru, poskytované informace byly deformovány opomenutím důležitých skutečností, reportáž jako celek byla z hlediska zdrojů informací netransparentní a některé prezentované informace nebyly dostatečně vyvážené pro svobodné vytváření názorů“.
Český rozhlas dne 30. července 2014 ve 12:07 hodin v pořadu Hlavní zprávy informoval o tom, že dojde k prověřování webových stránek www.pedofilie-info.cz Policií ČR, jež na svém webu uvádí, že „na základě prostudování veškerých dostupných podkladů, provedené analýzy a vyhodnocení předmětné webové prezentace na adrese www.pedofilie-info.cz nebyly zjištěny žádné konkrétní informace ani skutečnosti, které by nasvědčovaly tomu, že byl při provozování nebo spravování výše uvedených webových stránek spáchán přestupek nebo trestný čin“. Policie však měla výhrady k avatarům uživatelů na fóru.

### Kauza Petr Dostál
Petr Dostál se registroval v listopadu roku 2014 na diskusní fórum komunity ČEPEK pod přezdívkou Plyšáček jakožto heterosexuální pedofil preferující dívky do deseti let věku. Nedokázal však korespondovat s tamními pravidly a v červenci roku 2015 byl poprvé veřejně na fóru upozorněn na nevhodné výroky a porušování tamních pravidel administrátorem, který mimo jiné citoval některé Dostálovy výroky z chatu: „Tak dobře. Napíši to jasně. Podíval jsem se jí mezi nohy (byla v sukni) bez kalhotek. A řekl jsem: Máš ji tak nádhernou. Tedy myslím sukni - kdyby se někdo zeptal,... Co jiného bych mohl taky myslet, že?“ „Já bych si ji natáhl či roztáhl sám. Stačilo by, kdyby mi ji přivedl…“ Následující varování a tresty dostal nejméně ve dnech 15. 8. 2015, 7. 9. 2015, 21. 10. 2015, 15. 11. 2015, 16. 11. 2015, 19. 11. 2015 a 9. 12. 2015. V reakci na poslední upozornění rozhodl založit vlastní web určený pro pedofilně zaměřené osoby a o tomto informoval dne 2. 1. 2016. Tomuto webu dal název Pedonia a od té doby nebyl v komunitě ČEPEK příliš aktivně přítomen.
Dne 15. 6. 2018 vyšel první článek, který informoval o zatčení a obvinění tehdy ještě blíže nespecifikovaného Petra D., který se měl dopustit osahávání nezletilé dívky a nevhodného chování k ní v restauraci — tuto pochybnou interakci mezi Dostálem a nezletilou dívkou natočila přítomná prodavačka a tento záznam předala policii, která později v rámci domovní prohlídky našla u muže v počítači mnoho fotografií a videozáznamů z prostředí školek, kde jako lektor tance vyučoval. V rozsudku ze dne 8. 2. 2019 se uvádí, že od roku 2015 do roku 2016 v několika pražských školkách zneužil celkem dvanáct dívek (média nesprávně uvádějí dívek pouze jedenáct), přičemž v těchto případech se jednalo nejčastěji o jednání, kdy „posadil [dívku] na klín obkročmo, obličejem k němu, a v úmyslu dosáhnout svého sexuálního uspokojení poškozenou hladil po těle přes oděv, líbal ji na krku a opakovaně jí zakláněl dozadu, zatímco se přes oděv tiskl svým rozkrokem proti jejímu přirození“, přičemž v několika případech dotyčné dívky i držel za hýždě, prováděl kopulační pohyby, osahával na intimních místech či prsou, některé pak přehýbal přes koleno a hladil po nahých nohách a v rozkroku — tyto skutky byly hodnoceny jako trestný čin pohlavního zneužívání.
Ve třech případech se dle soudu dopustil i znásilnění dívek, kdy na tanečním soustředění tři dívky vzal do místnosti v podkroví a tam je líbal, svlékal, hladil na nahém těle, dotýkal se jejich odhaleného přirození a prováděl jim orální sex. U poslední oběti zašel ještě dál, kdy s dotyčnou holčičkou udržoval milenecký a sexuální poměr po dobu dvou let, měl s ní i pohlavní styk, požadoval, aby ho ona dívka orálně uspokojovala, a připravoval různá aranžmá. Všechny tyto aktivity s děvčaty si nahrával a následně tyto nahrávky přechovával, čímž se dopustil i trestného činu výroba a jiné nakládání s dětskou pornografií. V rámci poslední jmenované poškozené dívky byla souzena i její matka, která byla shledána vinou z trestného činu obchodování s lidmi, kdy zjevně věděla, že Petr Dostál udržuje s její dcerou sexuální poměr, ale přesto jí nadále umožňovala s dotyčným kontakt či dokonce přespání přes noc.
Přestože v době, kdy články o předchozím konání Petra Dostála začaly vycházet, či v době, kdy docházelo k většině zmíněných sexuálních kontaktů, již dotyčný nebyl v komunitě ČEPEK aktivně přítomen, v rámci diskuzí pod podobnými články se zobrazovaly odkazy na stránky ČEPEKu. Administrátorský tým komunity se vyjádřil po rozsudku, že „ve skutečnosti ale obhajoval [u soudu, Petr Dostál] jen sám sebe a vinu, která patří jemu samému, se snažil shodit na druhé. A ač mluvil o tom, že se mu na dětech líbí nevinnost a krása, sám tuto nevinnost i krásu pošpiňoval a ničil“ a že „komunita nepodporuje a nikdy nepodporovala zneužívání dětí a ničení dětských životů“, tudíž jeho konání rázně odsoudil.
Administrátorka webu se rozhodla, že se ještě k případu zpětně vyjádří, a to z toho důvodu, že „je podstatné vyjádřit se k tomu i ve veřejné sekci. V minulosti se zde řešilo, že někdo měl tendence obhajovat Dostálovo jednání, třeba že to ‚nebylo tak zlé‘ a podobně. Mám za to, že se tak děje z toho důvodu, že dotyční ve skutečnosti neví, k čemu došlo. K tomu svědčí i vyjádření jednoho uživatele, že si ‚myslel, že šlo jen o letmé osahávání‘“. Proto sepsala na diskuzní fórum příspěvek, v němž mnohokrát citovala rozsudek 49 T 16/2018 (v němž došlo k odsouzení Petra Dostála), v němž je shrnuto veškeré poškozující jednání, kterého se Petr Dostál dopustil. Na tento příspěvek se chystají členové komunity odkazovat kohokoliv, kdo se bude domnívat či bude Dostála obhajovat, že se ničeho tak špatného nedopustil. Dokonce došlo k úpravě komunitních pravidel tak, že je nyní zakázáno psát příspěvky, které „obhajují pachatele trestných činů, a to především sexuálních trestných činů páchaných na dětech, a bagatelizují následky těchto činů“.

### Kauza SME
Československé pedofilní komunitě napsal 13. června 2019 Roman Cuprik, redaktor slovenského média SME, s žádostí o rozhovor. Původně měl být rozhovor přesměrován na slovensky mluvícího uživatele, ale nakonec otázky zodpověděl jeden z administrátorů komunity, Petr Kasz. Výsledkem rozhovoru byly tři články zabývající se tématem pedofilie. Na tyto články média SME vzniklo mnoho mediálních reakcí, ať už negativních, pozitivních nebo neutrálních. Následovaly trestní oznámení na SME a na redaktora Romana Cuprika, konkrétně „za podporu a propagáciu pedofílie“. Vznikla i petice s názvem „Zastavte propagáciu pedofílie a chráňte naše deti!“, která požadovala vznik nového zákona ohledně zákazu propagace pedofilie. Následně strany SNS a Aliancia za rodinu navrhly, „aby propagácia či schvaľovanie pedofílie boli trestným činom“. Následně došlo k návrhu zákona na toto téma a došlo k hlasování. Slovenský ministr spravedlnosti Gábor Gál řekl, že „predmetné parafílie sú v prvom rade duševnou poruchou, a teda ide o problematiku spadajúcu pod oblasť zdravotníctva. Navrhované definície by mali byť primárne obsahom právnych predpisov relevantných pre oblasť zdravotníctva, nie však v normách trestného práva“. Parlament novelu zákona ale odhlasoval. Články SME (a případně i jiné články hovořící o pedofilii), kvůli nimž zákon v prvé řadě vznikl, však z internetových serverů smazány nebyly, zdá se tedy, že informování o pedofilii není totožné s propagací, a tedy nemůže být trestně postihnutelné.
V Československé pedofilní komunitě došlo vzhledem k přijetí zákona k rozporu názorů, nakolik bylo správné poskytnout upřímný a otevřený rozhovor slovenskému médiu. Mnoho z nich (včetně některých slovenských uživatelů) si však stojí za tím, že i tento rozhovor, byť došlo k určitým negativním následkům v podobě přijetí zákona zakazujícího propagaci pedofilie, byl opodstatněný a že osvětu a pravdivé informace o pedofilii je potřebné šířit.
Ozvalo se posléze i jiné slovenské médium, že by chtělo s někým z ČEPEKu udělat rozhovor, z čehož vznikl další článek.